# Newton St Loe
Newton St Loe is een civil parish in het bestuurlijke gebied Bath and North East Somerset, in het Engelse graafschap Somerset met 581 inwoners.

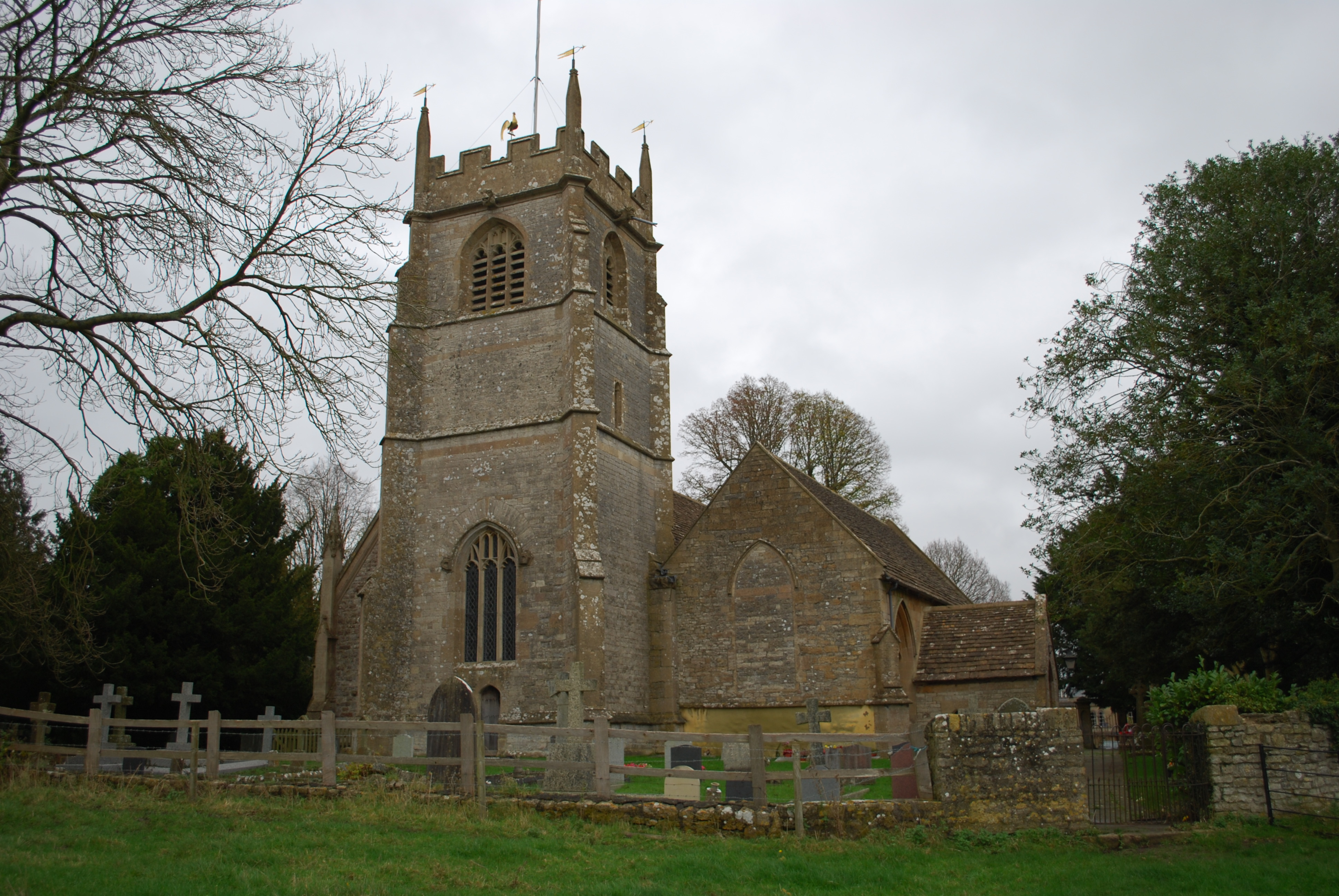
Kerk Holy Trinity